# Poratophilus similis
Poratophilus similis är en mångfotingart som beskrevs av Carl 1917. Poratophilus similis ingår i släktet Poratophilus och familjen Harpagophoridae. Inga underarter finns listade i Catalogue of Life.